# Jeffrey Drew Smith
Jeffrey Drew Smith (1922-11 de julio de 2003) es un micólogo, y fitopatólogo canadiense, que se desempeñó en el "Departamento de Agricultura de Canadá", en la Estación de Investigaciones, Campus Universitario, Saskatoon, Saskatchewan, Canadá.

## Algunas publicaciones
- e. Crawley, a.g. Campbell, j. drew Smith. 1962. Movement of spores of Pithomyces chartarum on leaves of rye-grass. Nature, Lond. 193 p. 295
- 1980. Didymella festucae and Phleospora idahoensis on Festuca rubra in Southwest Iceland. Research Institute Neori As, Hverageroi : 10 pp.

### Libros
- jeffrey drew Smith, noel Jackson, a.roy Woolhouse. 1989. Fungal diseases of amenity turf grasses. Ed. London, N. York : E. & F.N. Spon. x + 401 pp. [16] p. de planchas ils. ISBN 0-419-11530-7

- La abreviatura «J.D.Sm.» se emplea para indicar a Jeffrey Drew Smith como autoridad en la descripción y clasificación científica de los vegetales.[2]